# Prince et princesse de Grèce et de Danemark
Les titres de princes et princesses de Grèce et de Danemark sont donnés aux membres dynastiques de la famille royale hellénique depuis l'accession au trône du roi danois Georges Ier en 1863. Depuis l'abolition de la monarchie en Grèce à la suite du référendum de 1974, ces titres sont devenus de simples titres de courtoisie en Grèce, et n'ont de valeur légale qu'au Danemark, même si la loi de succession de 1953 exclut explicitement les princes grecs du trône danois.

## Princes et princesses de Grèce et de Danemark
Les princes et princesses actuels sont en gras.
- Georges Ier de Grèce
  - Constantin Ier de Grèce
    - Alexandre Ier de Grèce
    - Georges II de Grèce
    - Paul Ier de Grèce
      - Constantin II de Grèce et Anne-Marie de Danemark, roi et reine des Hellènes
        - Princesse Alexia de Grèce et de Danemark
        - Prince Paul de Grèce et de Danemark et princesse Marie-Chantal de Grèce et de Danemark
          - Princesse María Olympía de Grèce et de Danemark
          - Prince Constantin Alexios de Grèce et de Danemark
          - Prince Achíleas-Andréas de Grèce et de Danemark
          - Prince Odysséas Kímon de Grèce et de Danemark
          - Prince Aristídis Stávros de Grèce et de Danemark

        - Prince Nikólaos de Grèce et de Danemark et princesse Chrysí de Grèce et de Danemark
        - Princesse Théodora de Grèce et de Danemark
        - Prince Phílippos de Grèce et de Danemark et princesse Nina de Grèce et de Danemark

      - Sophie de Grèce et de Danemark, reine d'Espagne (née princesse Sophie de Grèce et de Danemark[1])
      - Princesse Irène de Grèce et de Danemark

  - André de Grèce et de Danemark
    - Philip Mountbatten, duc d'Édimbourg (né prince Philippe de Grèce et de Danemark[1])

  - Christophe de Grèce et de Danemark
    - Prince Michel de Grèce et de Danemark

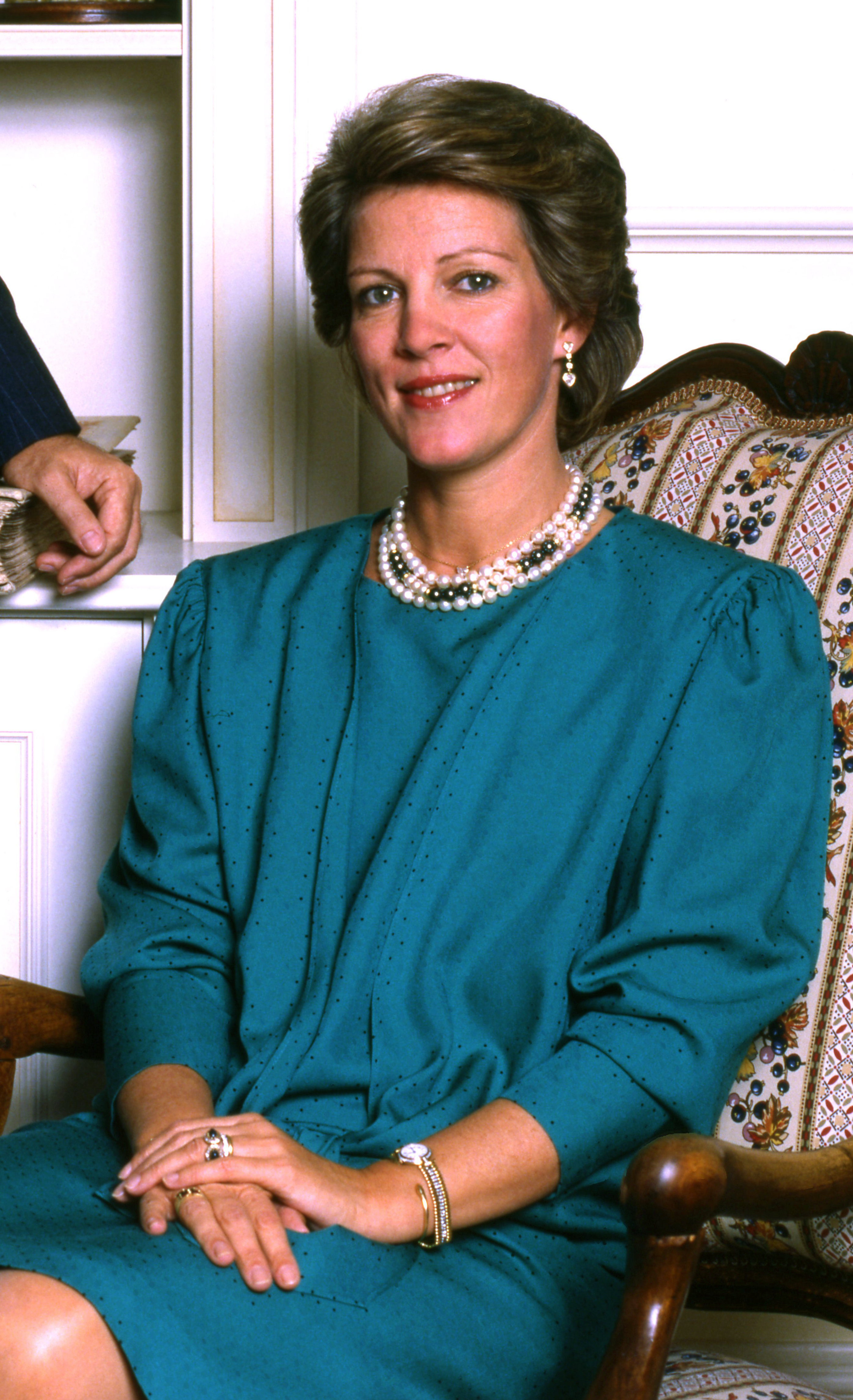
Anne-Marie de Danemark
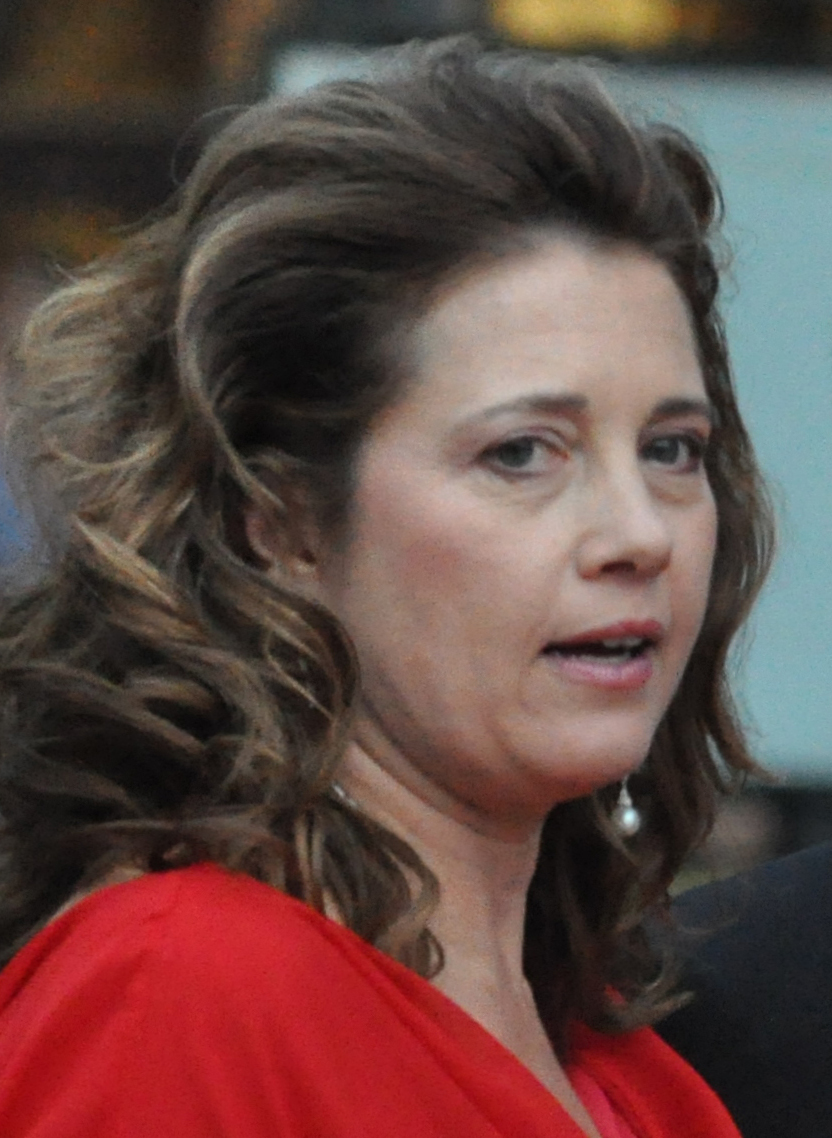
Alexia de Grèce
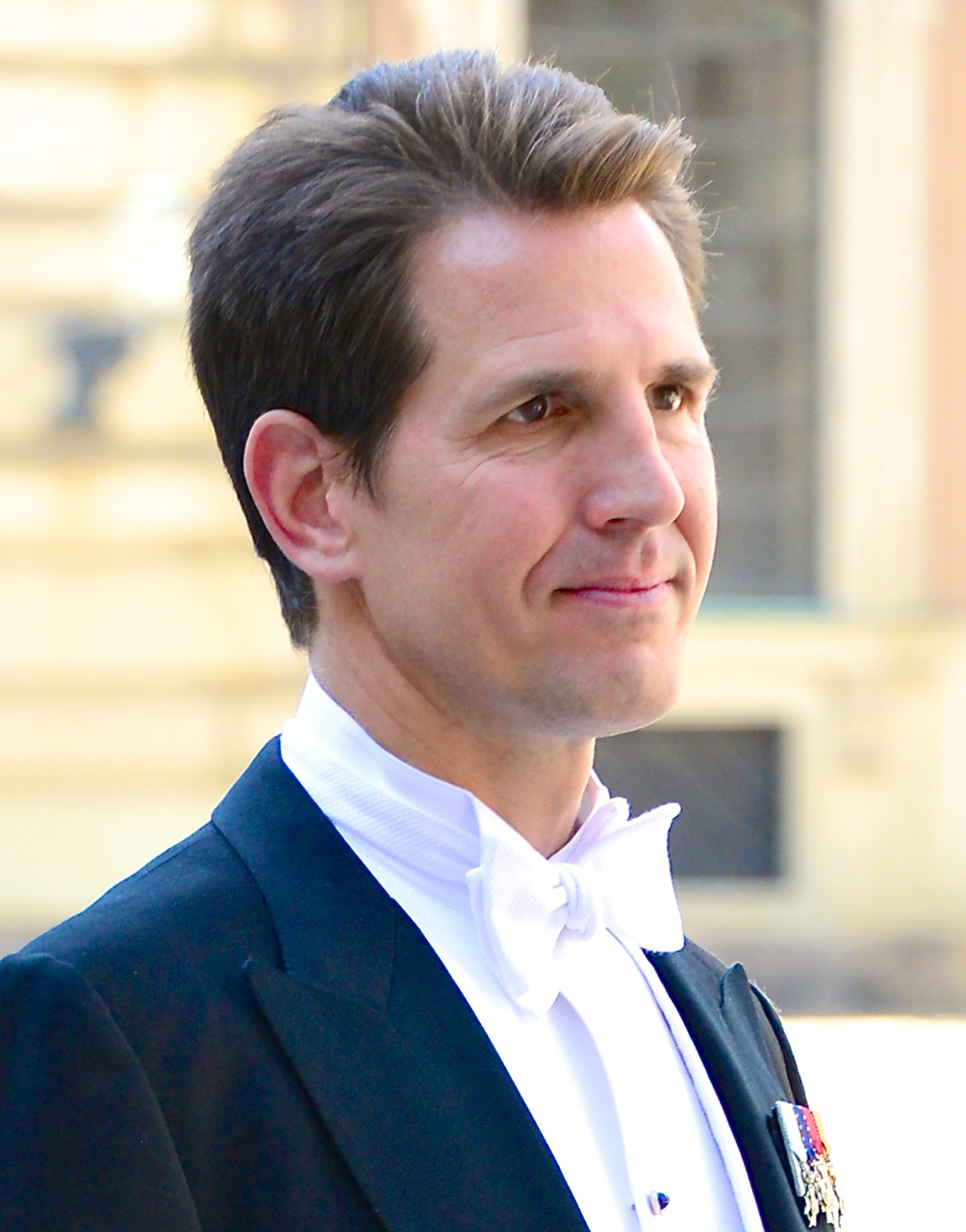
Paul de Grèce
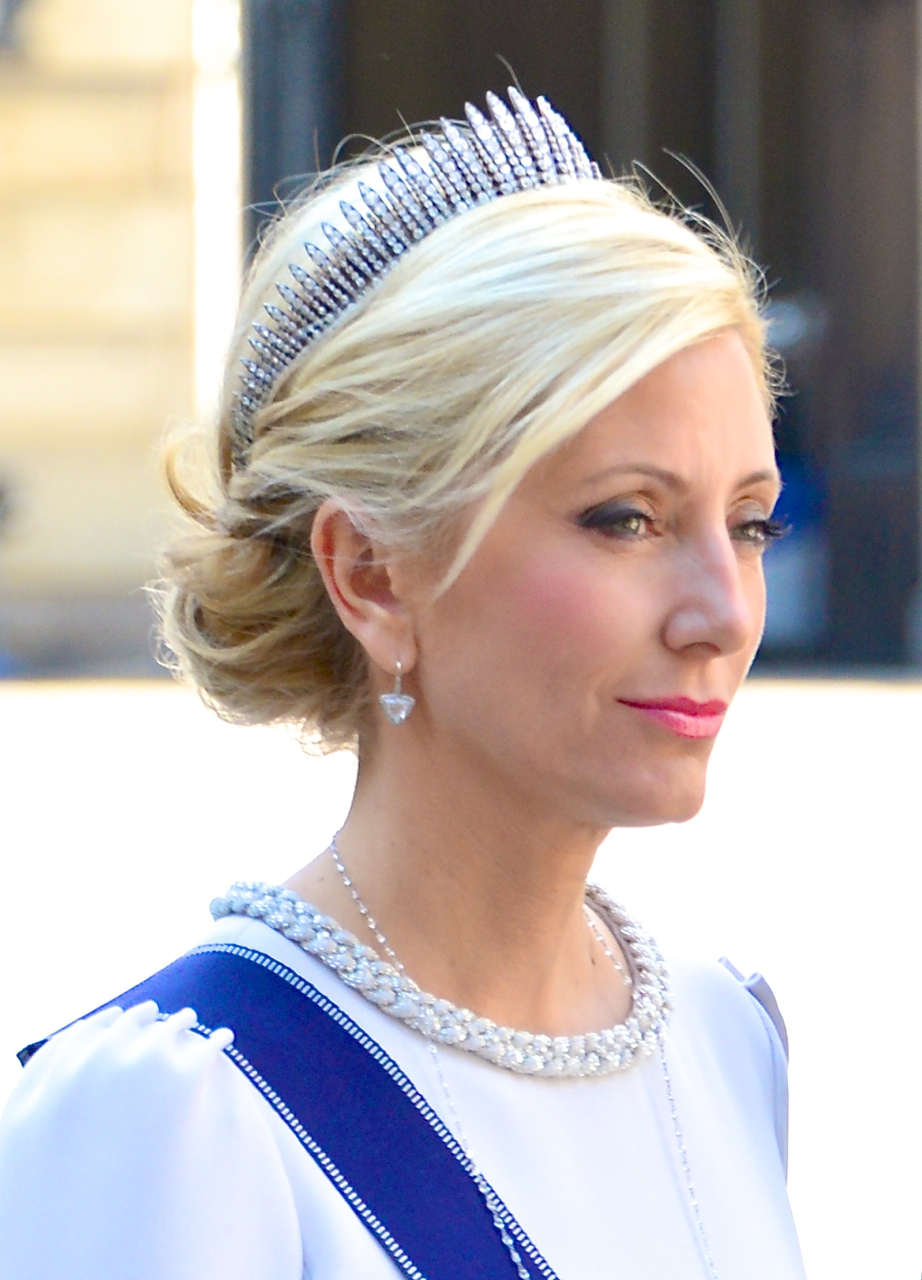
Marie-Chantal Miller
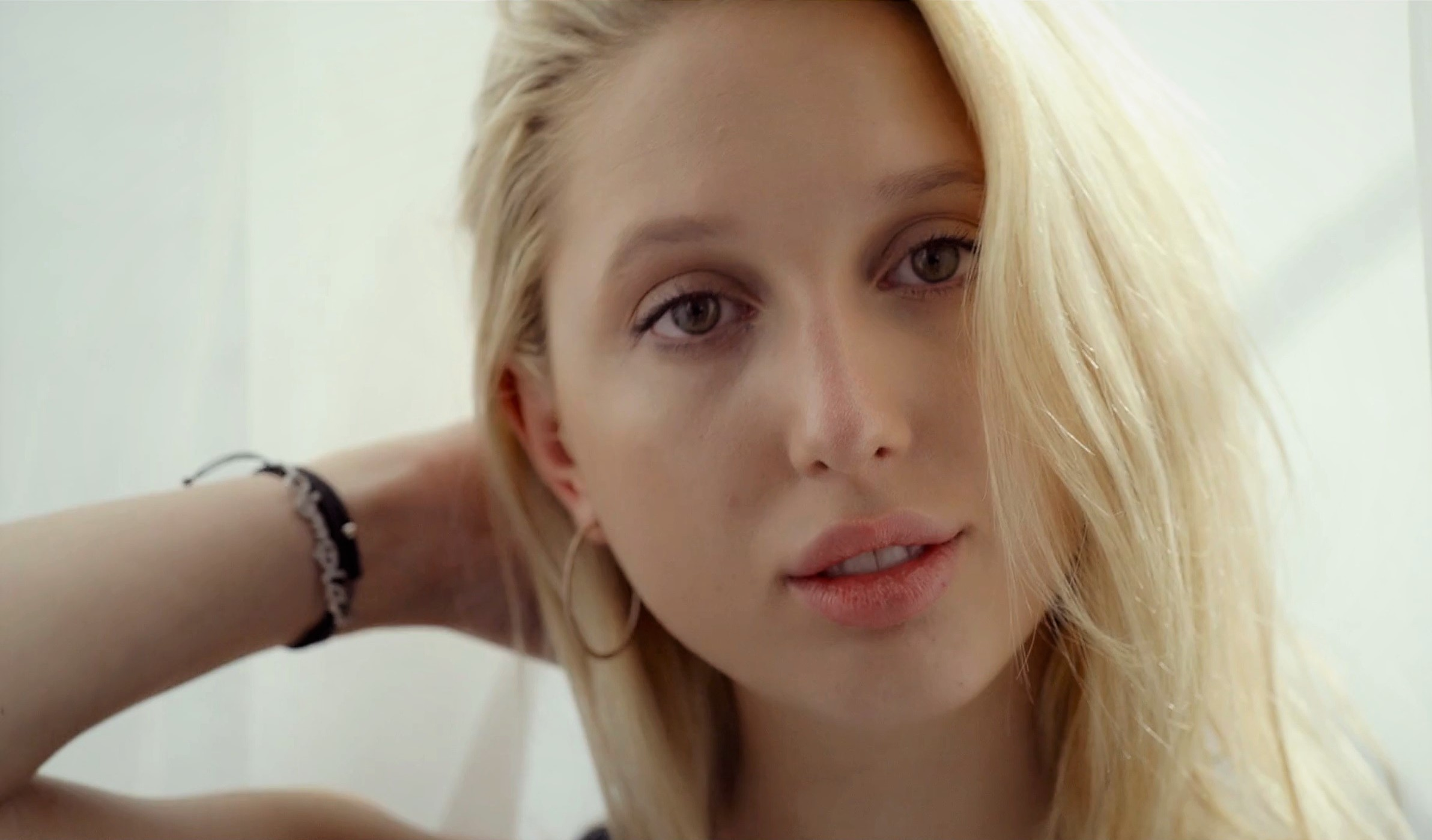
María Olympía de Grèce
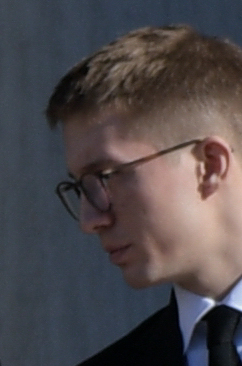
Constantin Alexios de Grèce

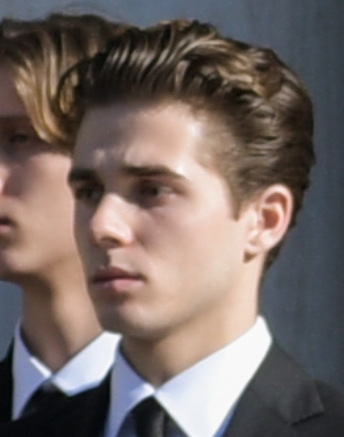
Achíleas-Andréas de Grèce
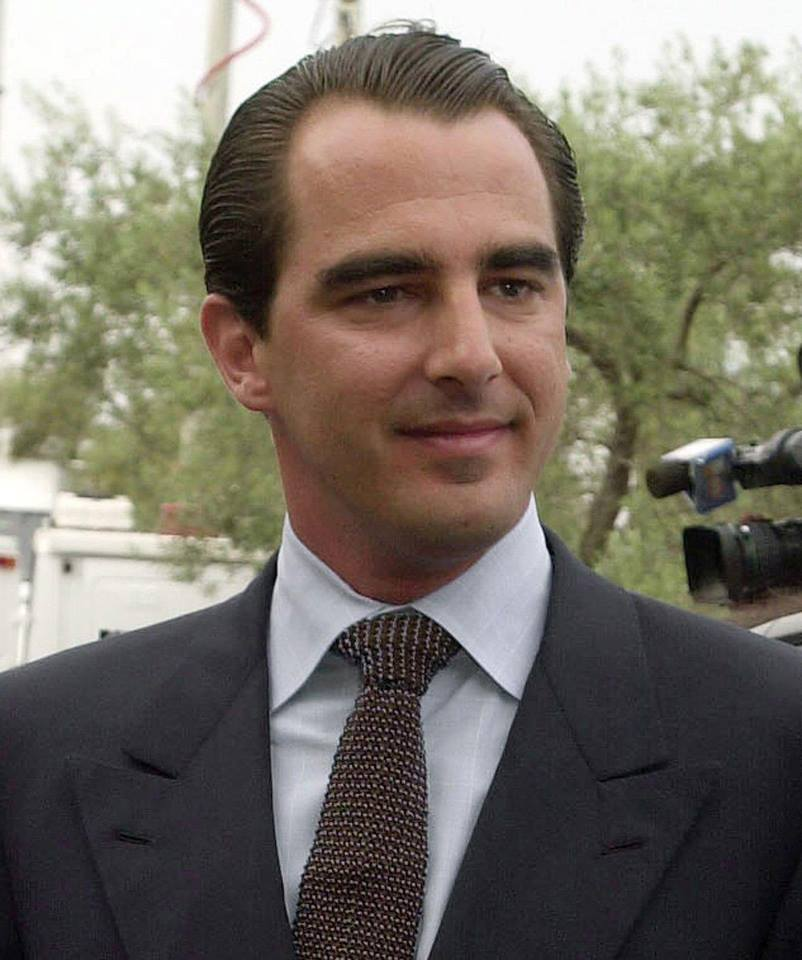
Nikólaos de Grèce
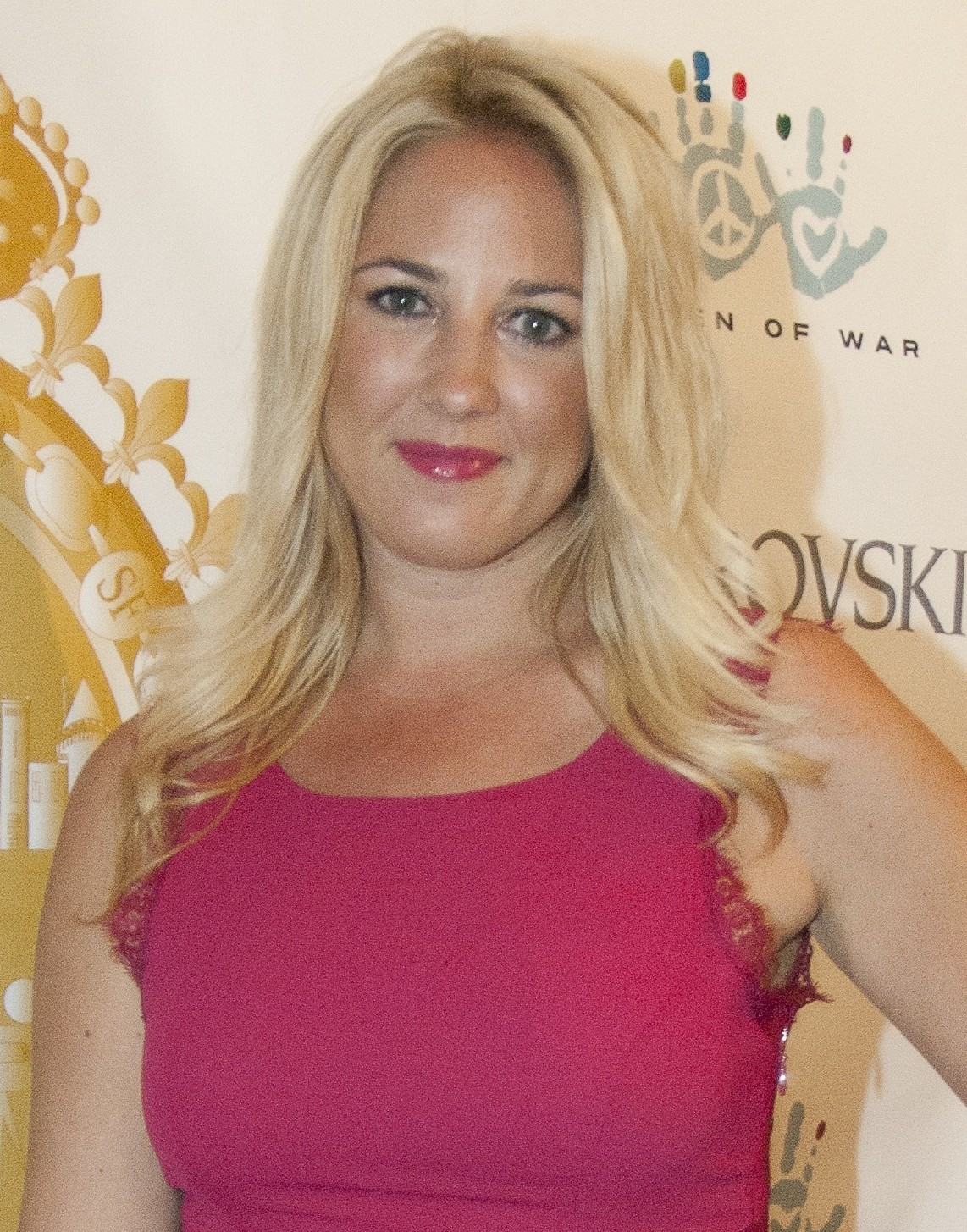
Théodora de Grèce
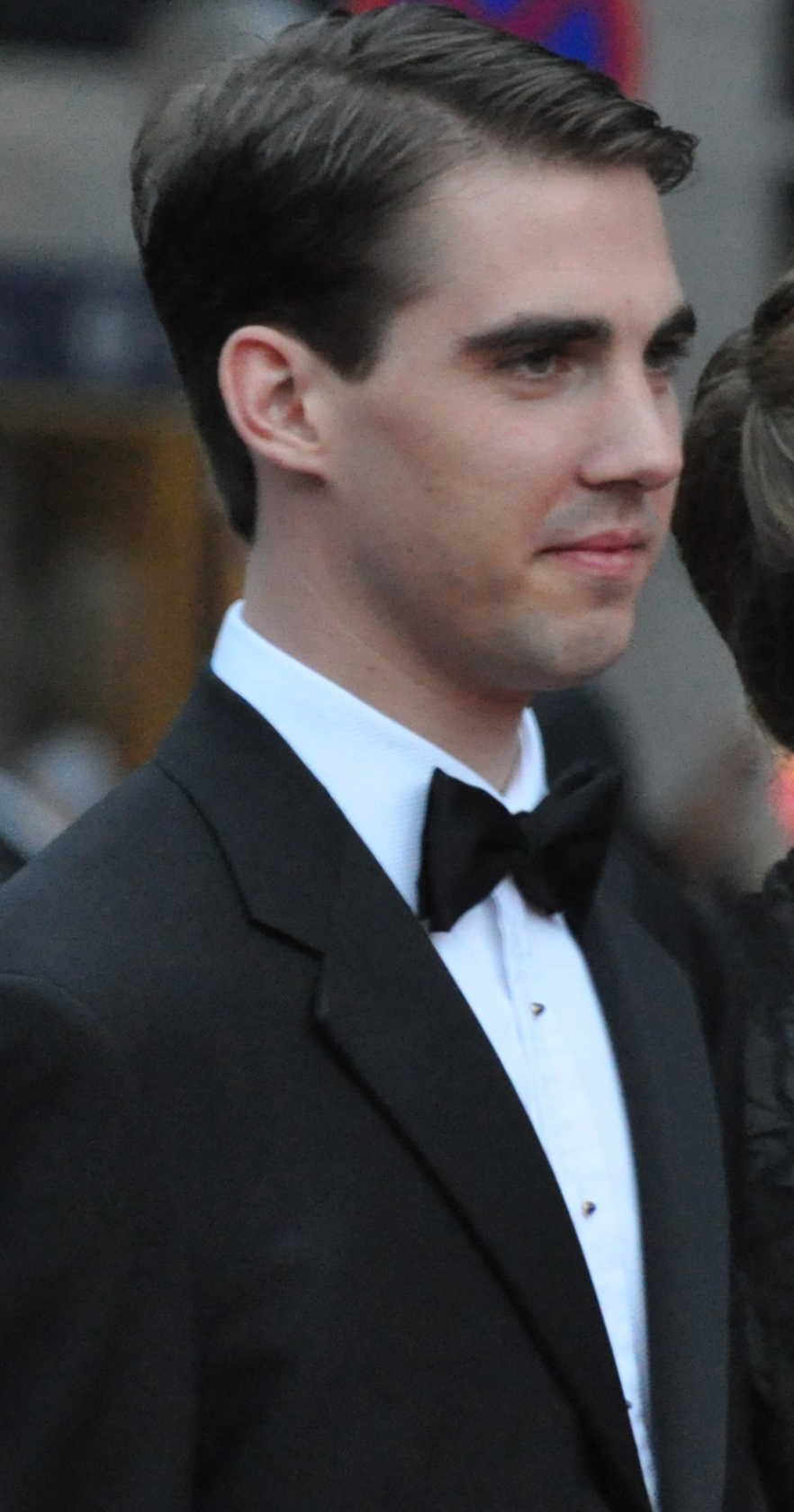
Phílippos de Grèce
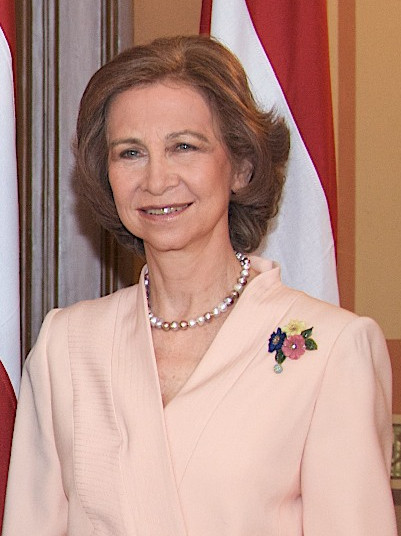
Sophie de Grèce
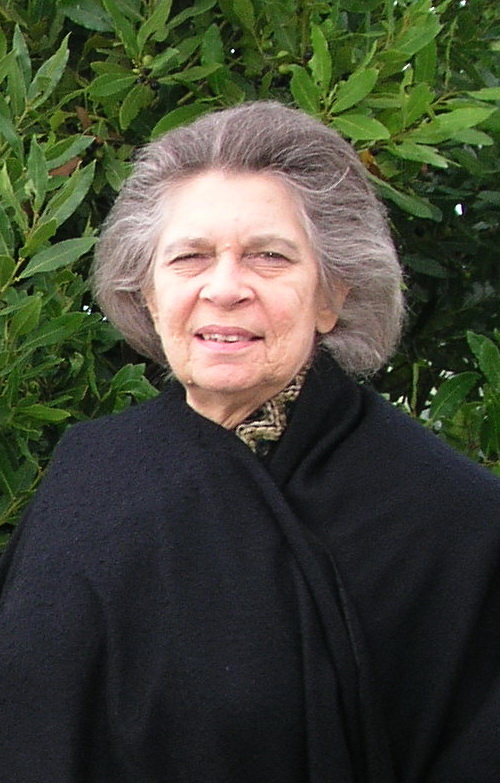
Irène de Grèce